# Château de Marignane
Le château de Marignane actuel hôtel de ville était l'un des deux châteaux de Marignane, l'autre situé à Papia a disparu.

## Historique
Le château actuel a été construit vers 1353 par Guillaume des Baux et le 21 février 1603 Jean-Baptiste Covet achète le marquisat de Marignane et achève le château. La municipalité achète le château en 1892 il devient l'hôtel de ville.

## Architecture
Le château construit au XIVe siècle a été restauré au XVIe siècle puis deux ailes sont construites fermant trois côtés de la cour d'honneur. Un bâtiment est ajouté en 1664 sur les plans de l'architecte Jean Daret qui refait aussi la décoration intérieure terminée en 1696. C'est Jean-Louis Michel qui est chargé du décor des cheminées en gypseries.